# Kenneth G. Brown
Kenneth G. Brown (* vor 1930) ist ein US-amerikanischer Drehbuchautor und Filmproduzent, der 1959 für einen Oscar nominiert war.

## Leben
Brown schrieb für das 1951 veröffentlichte Kriegsfilmdrama Korea Patrol von Max Nosseck zusammen mit Walter Shenson das Drehbuch. Im Jahr 1958 machte er im Filmbereich noch einmal auf sich aufmerksam, diesmal als Produzent des dokumentarischen Kurzfilms Employees Only, der körperbehinderte Erwachsene zeigt, die sich mit ihrer Arbeitskraft bei der Hughes Aircraft Company einbrachten, einer der seinerzeit größten Luftfahrtfirmen der USA in Kalifornien. Mit diesem Film war Brown 1959 für einen Oscar in der Kategorie „Bester Dokumentar-Kurzfilm“ nominiert. Die Auszeichnung ging jedoch an Ben Sharpsteen und den Film Ama Girls. Das sind junge sportliche Mädchen, die bis zu 60 Fuß tief auf der Suche nach Perlen und Essbarem tauchen.
Nach seiner Produzententätigkeit für Employees Only verliert sich Kenneth G. Browns Spur.

## Filmografie (Auswahl)
- 1951: Korea Patrol (Drehbuchautor)
- 1958: Employees Only (Produzent)

## Auszeichnung
- 1959 nominiert für einen Oscar für den Dokumentar-Kurzfilm Employees Only